# Castrocalbón
Castrocalbón (Castrucarbón, en asturleonés de La Valdería) es un municipio y villa española de la provincia de León, en la comunidad autónoma de Castilla y León. Cuenta con una población de 913 habitantes (INE 2024).

## Geografía
Tiene una extensión de 88,3 km² y un clima mediterráneo fresco con un período seco de 3 y 4 meses, siendo las precipitaciones de 477 mm anuales y la temperatura media anual 11,7°.
Sus pueblos y sus tierras se extienden en las riberas del río Eria que baña sus fértiles y boscosas vegas, entre áridas terrazas aluviales y suaves colinas salpicadas de manchas de matorral de encina, roble y plantas esteparias, donde los cultivos tradicionales de secano se ven disminuir por el paso de los años.

## Historia

### Prehistoria
El poblamiento de estas tierras se remonta ya al Paleolítico Inferior (hace doscientos o trescientos mil años) como así lo atestiguan la gran cantidad de útiles encontrados en las terrazas aluviales más altas y depositados en el Museo Provincial de León, en la Universidad de León y en el Museo de Castrocalbón.
Del Paleolítico Medio y el Paleolítico Superior no tenemos vestigios lo que hace suponer que las gentes se refugiaron en las montañas próximas buscando abrigos para defenderse del frío.
A partir del Neolítico (hay algunas muestras de hachas en el Museo) la presencia humana en el valle del río Eria (Valdería) es ya constante, sobre todo desde la Primera Edad del Hierro (725-450 a. C.) con la proliferación de castros: los de Castrocalbón, Pobladura, Pinilla y Castrocontrigo.

### Edad Antigua
Pero la conquista romana será la que deje una huella más profunda pues estas tierras eran muy importantes para los intereses del Imperio: la protección de la explotación aurífera en el Noroeste peninsular. De ahí que este territorio fuese cruzado por la calzada romana que unía las ciudades de Astorga y Braga, que se estableciese en la cercana localidad de Petavonium (Rosinos de Vidriales, Zamora) la Legio X Gemina y después el Ala II Flavia, y en término de Castrocalbón, la Cohors IV Gallorum. Los restos encontrados atestiguan la larga presencia del ejército romano en sus proximidades. Destacan los termini augustalis -hoy en los Museos de León y Astorga- de época de Claudio I, que separaban los prados de la Cohors IV Gallorum de los territorios de las ciudades de Bedunia y de los Luggones, y tres campamentos de prácticas utilizados por los legionarios de la X Gemina para hacer prácticas de castramentación.

### Edad Media
El paso de las invasiones germánicas es más difícil de acreditar pero fácil de intuir si se tiene en cuenta que para su penetración utilizaron las viejas calzadas romanas. Poco sabemos también de la presencia de los musulmanes pero su impronta no debió de ser banal cuando aún permanecen topónimos alusivos como Peña la Mora y Matamoros y alguna que otra leyenda.
La reconquista y la necesidad de repoblación vuelven a dar luz a la historia de la Valdería. Se crea el señorío de Castrocalbón y se concede a sus habitantes el Fuero de Castrocalbón por el rey Alfonso VII en 1152 a instancias de María Fernández de Traba que era esposa del mayordomo del rey. Este señorío, que comprendía las tierras de Castrocalbón, Calzada, San Félix, Felechares, Pobladura, Nogarejas, Castrocontrigo, Torneros de la Valdería y Morla de la Valdería, duraría hasta la reforma liberal de mediados del siglo XIX. En este largo período podemos situar los restos de una fortaleza, el Palacio, la ermita de Nuestra Señora del Castro y la iglesia de El Salvador, así como noticias y restos de barrios y poblamientos hoy ya desaparecidos: Los Casares, El Codesal, Tabarilla.

### Edades Moderna y Contemporánea
Las relaciones entre los habitantes de la Villa y sus lugares representados por el Concejo y los diferentes condes no siempre fueron fáciles pero fueron reguladas por el Fuero y el derecho consuetudinario como lo dejan de manifiesto los documentos de los archivos históricos, principalmente el Archivo Histórico Municipal de Castrocalbón (AHMC) y el Archivo Histórico Provincial de León (AHPL).
Después de la Guerra de la Independencia y la extensión de las ideas liberalizadoras hay una presión constante del Concejo para abolir definitivamente el régimen señorial.
Los comienzos del siglo XX se reflejan en la construcción de la carretera La Bañeza-Camarzana de Tera y el puente de Hierro sobre el río Eria.
En la actualidad la pérdida de importancia de la agricultura como actividad económica hace que la población busque otros medios de vida y en muchas ocasiones se tenga que ir a vivir a otros lugares. Para los que se quedan, para los que se han marchado, para las generaciones venideras es obligación de todos conservar este legado cultural e histórico que han formado a través de los siglos nuestros antepasados.

## Demografía
Cuenta con una población de 913 habitantes (INE 2024).
| Gráfica de evolución demográfica de Castrocalbón entre 1842 y 2021                                                    |
| |
| Población de derecho según los censos de población del INE. Población de hecho según los censos de población del INE. |

### División administrativa

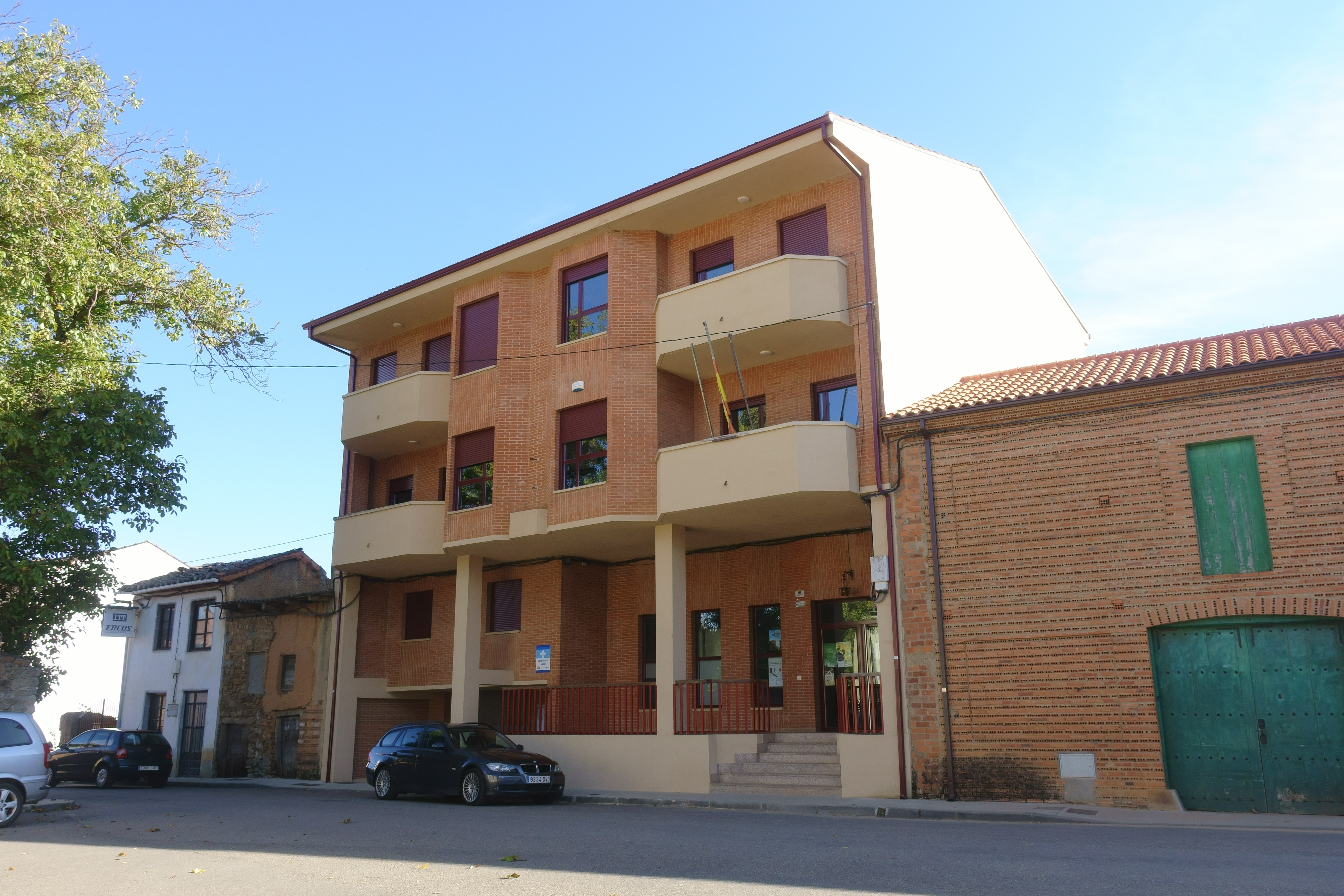
Casa consistorial

Su término municipal incluye las pedanías de Calzada de la Valdería, San Félix de la Valdería y Felechares de la Valdería.

## Economía
La economía del municipio de Castrocalbón ha sido tradicionalmente agraria, aunque hoy está en declive. Una gran parte de la población activa trabaja en la construcción o en los servicios, desplazándose diariamente a sus puestos de trabajo radicados muchos de ellos en torno a la comarca de las Tierras de la Bañeza, pero también a la vecina comarca de La Cabrera donde se emplean en el trabajo de la pizarra.
Los cultivos tradicionales eran fundamentalmente las patatas, alubias (habas),remolacha, trigo, cebada, alfalfa, trébol, nabos, berzas, y hortalizas en las tierras de regadío. En las tierras de secano se cultivaban fundamentalmente el centeno y el trigo bajo el sistema de año y vez (dejando en barbecho -de valde- la mitad de las tierras cada año para su recuperación. Las tierras de secano de mejor calidad alternaban el cultivo del trigo con los garbanzos.
Se practicaba la ganadería extensiva de ovejas y alguna cabra, manteniéndose también una pareja de vacas (o caballos en menos casos) para las labores del campo. También se alimentaban unos pocos cerdos y gallinas para el consumo familiar.
Actualmente, la mecanización del campo, propiciada por la entrada en la Unión Europea, ha provocado que no sea necesaria tanta mano de obra para el campo con lo que unos pocos agricultores trabajan casi las mismas tierras con muy poca mano de obra. A ello también ha contribuido la concentración parcelaria y la reducción de las variedades de cultivo que se centran ahora en los más productivos: la remolacha azucarera y el maíz. La remolacha suministra a la cercana fábrica azucarera de La Bañeza y el maíz a los almacenes de esta misma ciudad. Han decaído los demás cultivos a causa de los bajos rendimientos, las plagas y las oscilaciones de los precios.
Hay ocasionalmente un aprovechamiento de los recursos forestales con la recogida de setas (lactarius deliciosus) en los pinares cercanos, lo que ayuda a complementar las mermadas rentas de las familias.
La ganadería ocupa hoy un lugar poco relevante en la economía del municipio, existiendo unos pocos rebaños de ovejas y alguna que otra pequeña cuadra de vacas para la obtención de leche.

## Sanidad y educación
Cuenta el municipio con consultorio médico en cada una de las localidades, dependiente del centro de salud de La Bañeza al que hay que acudir para las emergencias ocurridas fuera de las horas de consulta. Forman el equipo sanitario un médico y una enfermera. Los servicios veterinarios y de inspección de alimentos se encuentran centralizados en La Bañeza. Existe también una farmacia localizada en Castrocalbón que dispensa medicamentos a las cuatro localidades.
La población escolar tiene servicios educativos en solo una de las cuatro localidades, Castrocalbón, integrando con la localidad de Jiménez de Jamuz el denominado colegio rural agrupado Eria-Jamuz. Las enseñanzas impartidas son la educación infantil desde los tres años y la educación primaria de los seis a los doce años.

## Patrimonio

### Fuero de Castrocalbón
Este monumento escrito es sin duda el más valioso por su importancia histórica y jurídica. Fue otorgado por el rey leonés Alfonso VII a instancias de la Condesa María Fernández de Traba el 16 de agosto de 1156. Está basado en el Fuero de León de 1017.
El Fuero de Castrocalbón lo componen 26 artículos que tratan de regular las relaciones de los habitantes de la villa, los derechos relacionados con el Concejo, los derechos del señor, la regulación de los mercados, etc.
Hay copia original en la casa de Medinaceli.

### Castillo

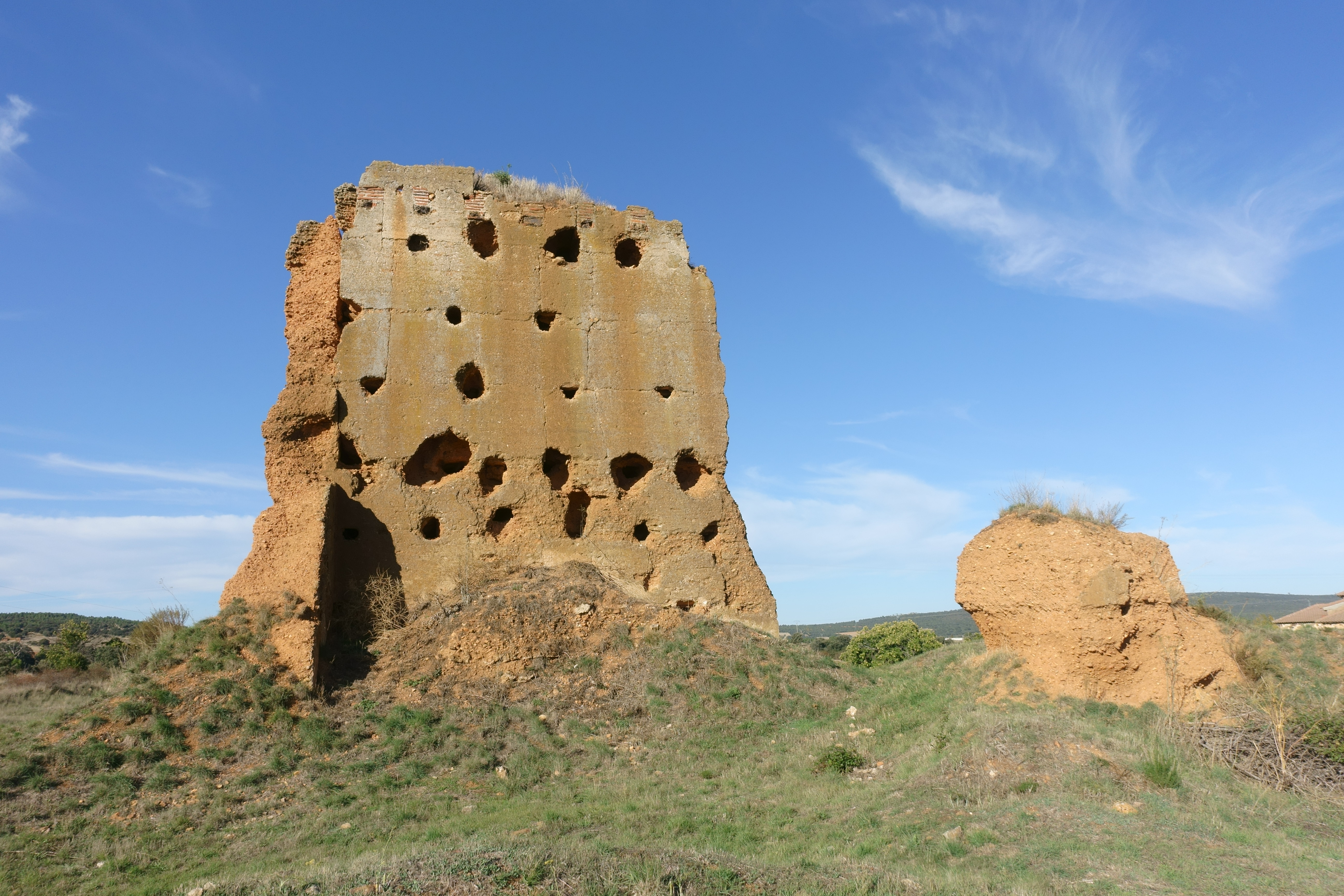
Ruinas del castillo

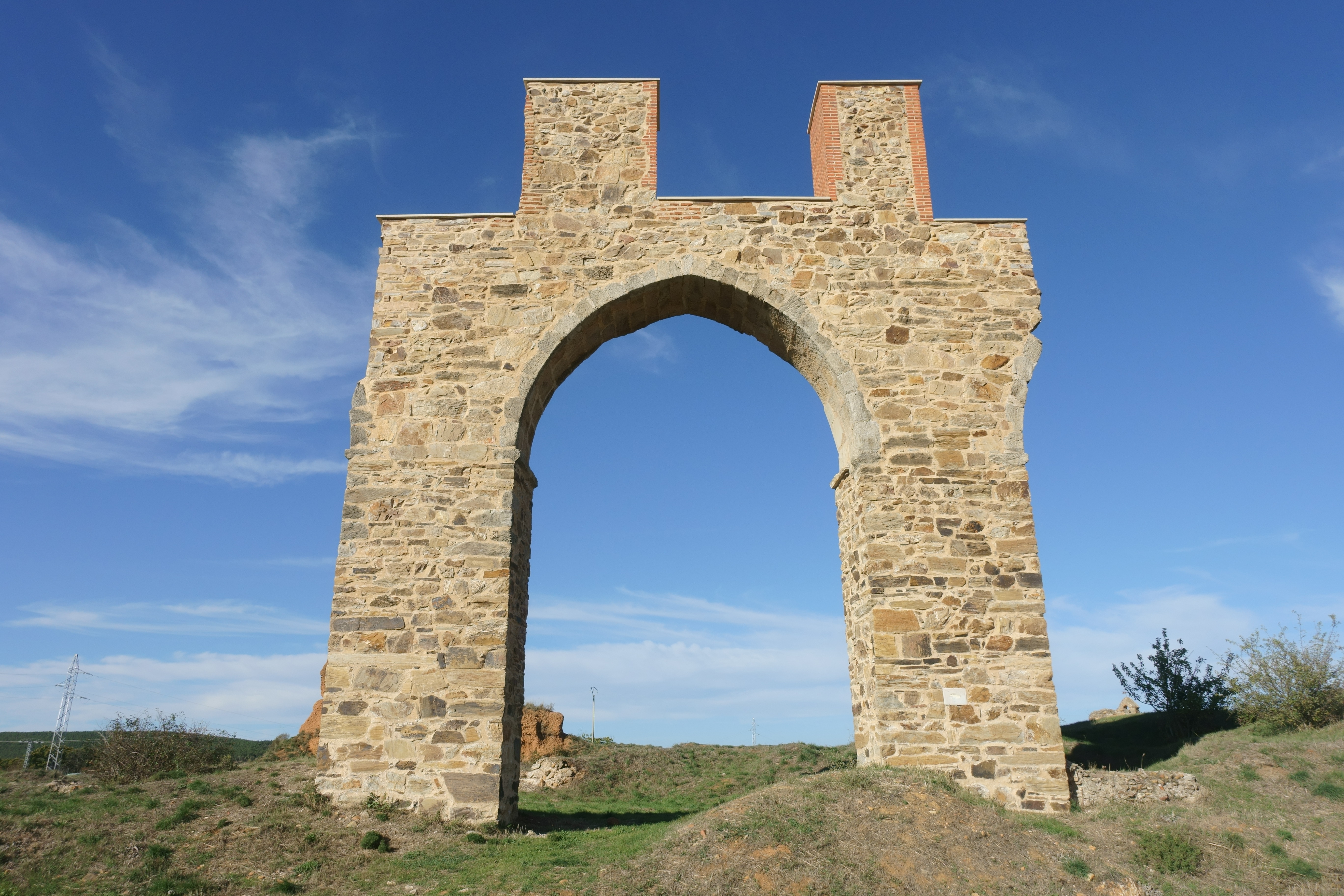
Ruinas del castillo

Preciosas ruinas antiguas que se encuentran situadas en la parte más alta del pueblo, al lado de la ermita. Poco es lo que se conserva de aquello que un día fue palacio, pero lo poco que hay posee un gran valor.
Castro primitivo
En el extremo Este de la meseta llamada El Palacio hubo una construcción defensiva prerromana, probablemente de finales de la II Edad del Hierro y que fue utilizado posteriormente.
Castillo defensivo del Este
Sobre el antiguo emplazamiento del Castro primitivo se conservan restos de argamasa de una fortaleza medieval (con foso y aljibe) cuya fecha de construcción puede situarse a mediados del siglo XII.
Casa-Palacio
En la misma meseta aún se conservan las ruinas de lo que fuera un suntuoso palacio construido a finales del siglo XIV o primeros del XV: en la fachada sur un sobrio arco de los tres que conformaban esta, y en la parte norte un enorme "paredón" de tierra apisonada. Estos restos constituyen la imagen más genuina de la Villa. Fue declarado Bien de Interés Cultural el 22-04-1949.

### Ermita de Ntra. Sra. del Castro

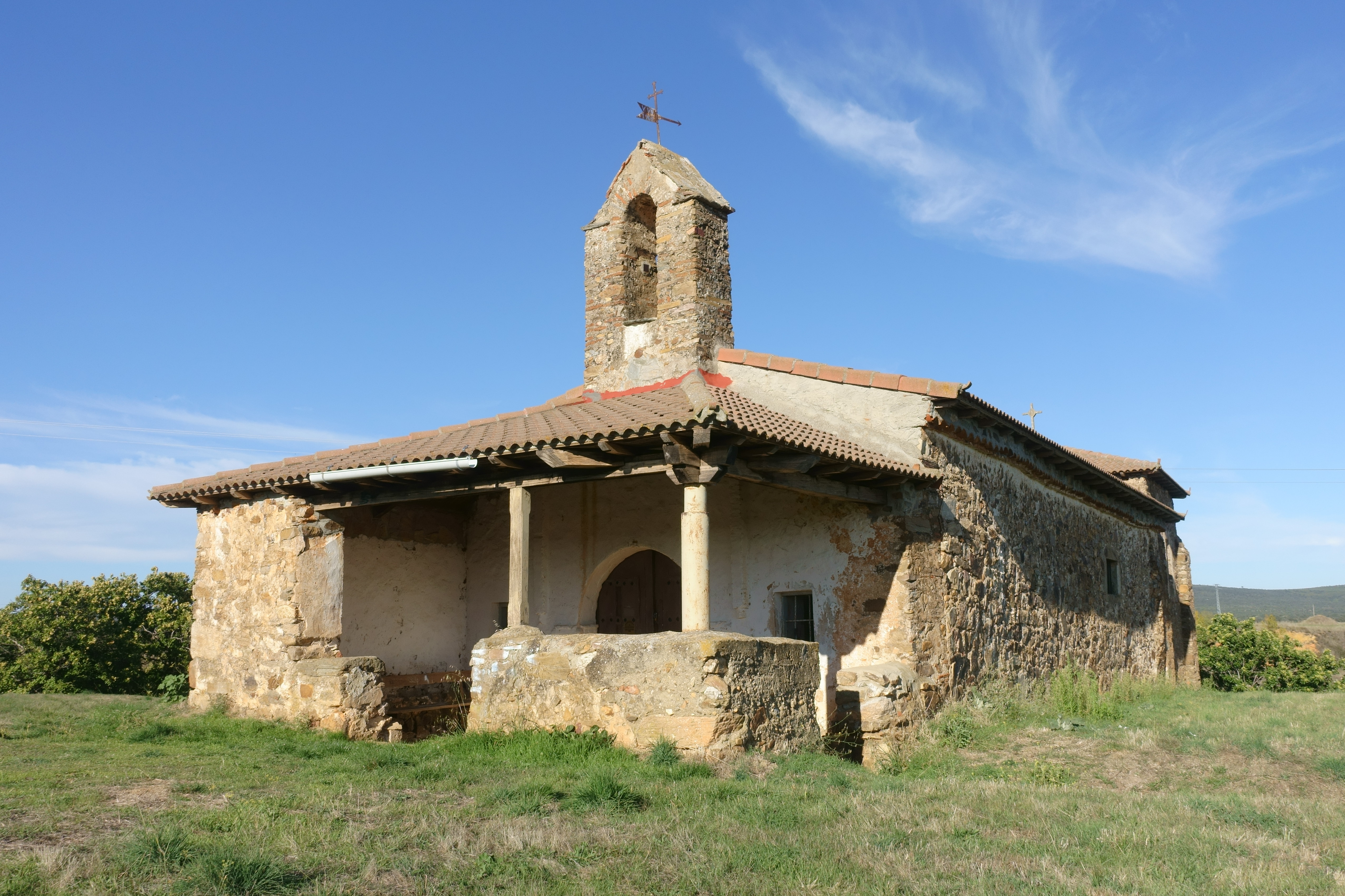
Ermita de Ntra. Sra. del Castro

Está junto a la casa-palacio. Es de planta rectangular notándose las numerosas reconstrucciones que ha sufrido. Son interesantes algunas de sus imágenes.

### Iglesia de El Salvador

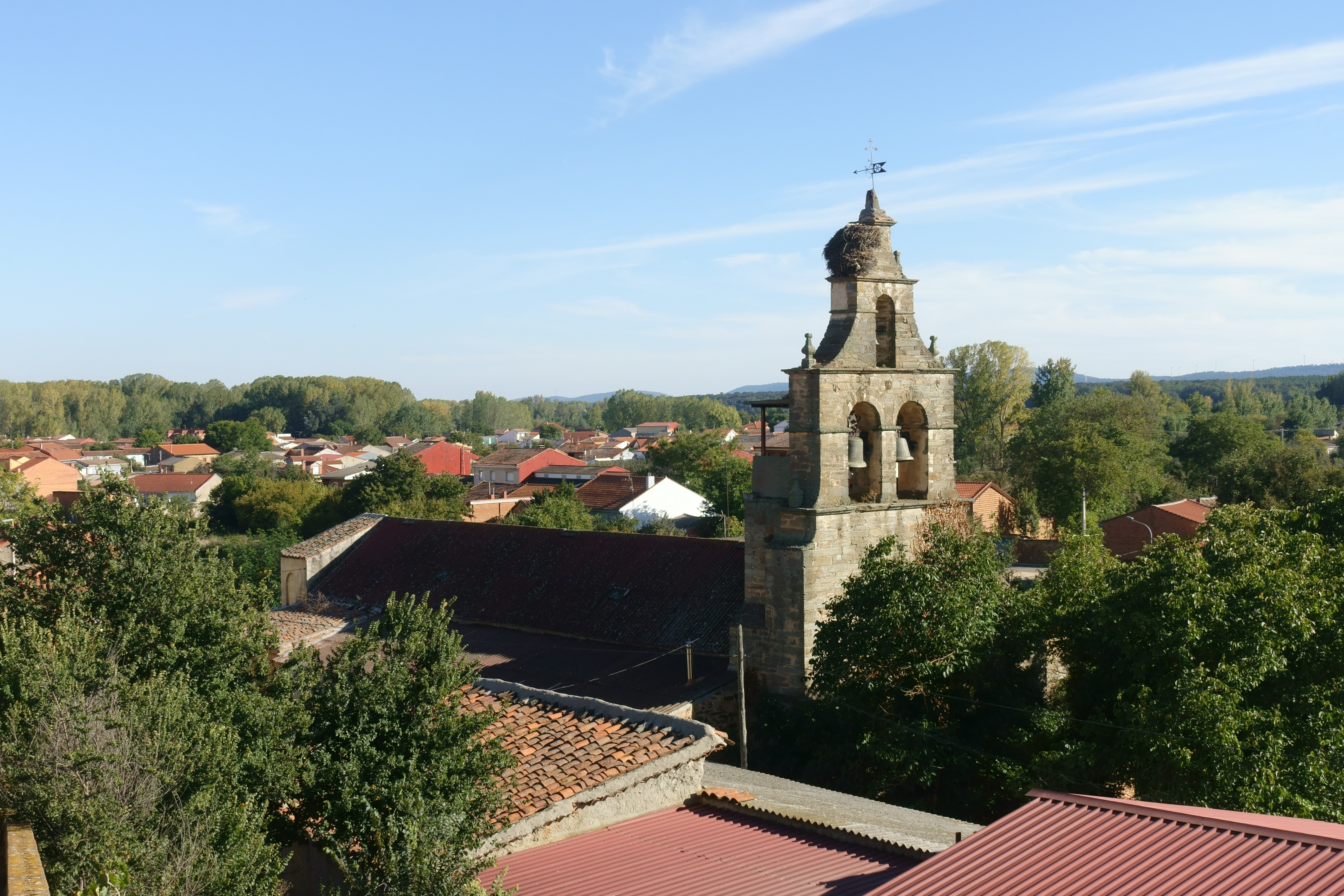
Iglesia de El Salvador

A los pies de la meseta del Palacio, ya en la vega, se halla la iglesia que Gómez Moreno describe así: «Debajo del castillo, a la solana, está la iglesia del Salvador, edificio bien conservado, cuya cabecera es de albañilería morisca, y las naves una obra ruda posterior, como del siglo XIII...» 

### Calzada romana
La Vía XVII, citada en el Itinerario de Antonino y que unía las ciudades de Asturica Augusta (Astorga) y Bracara Augusta (Braga), cruza el municipio de norte a sur. El tramo mejor conservado recorre el paraje de la Chana, desde Calzada de la Valdería hasta el límite con la provincia de Zamora. En sus inmediaciones fue hallado un miliario que se conserva en el Museo de Castrocalbón y un hito augustal que se encuentra el Museo de León. 
En marzo de 2023, el Ayuntamiento llevó a cabo una serie de obras de arreglo de un camino, en las que utilizó maquinaria pesada, que destrozaron un tramo de 1,3 km de la calzada.

### Puente de hierro

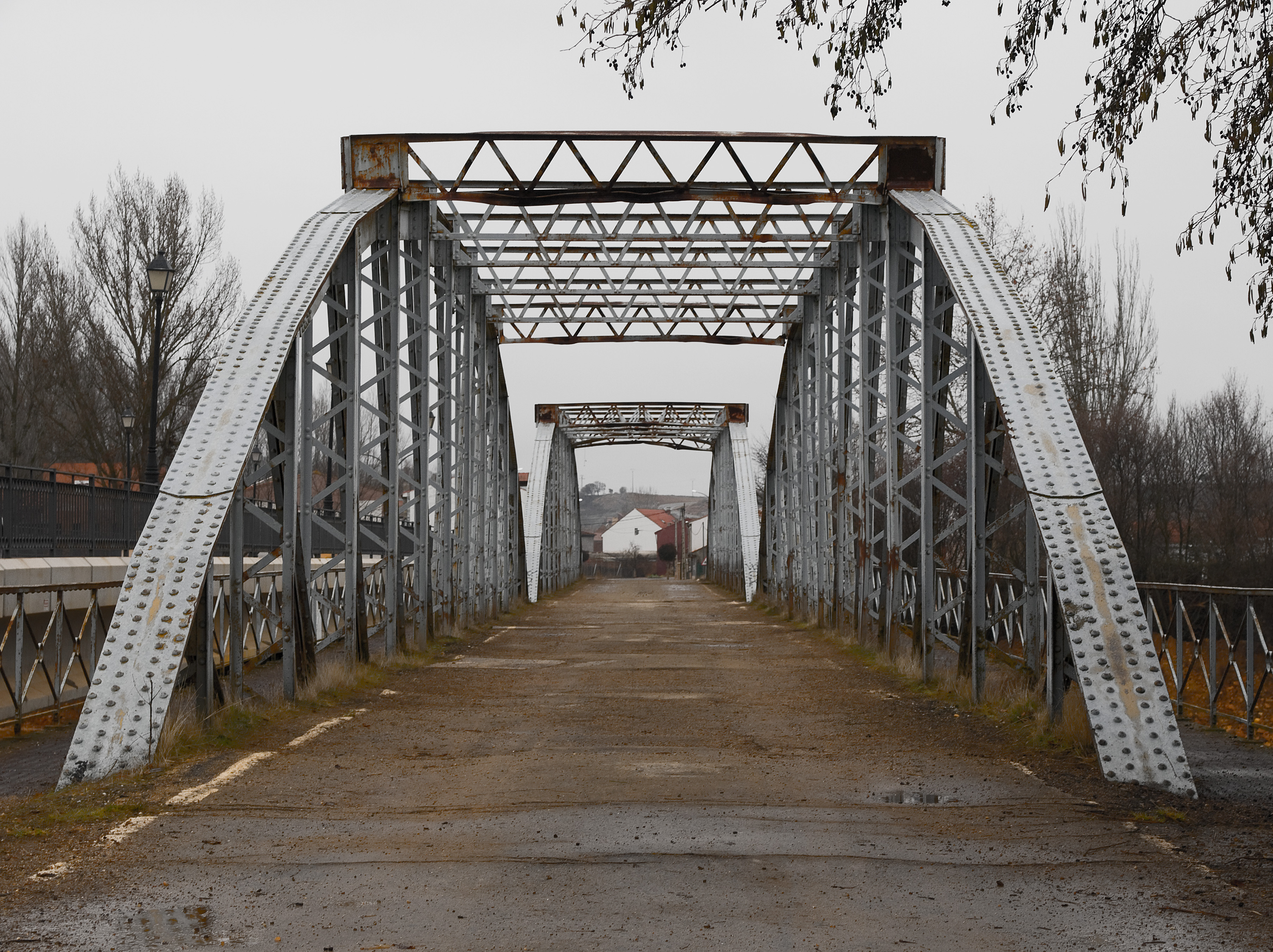
Puente de hierro

Otra de las referencias iconográficas de Castrocalbón es este puente de hierro sobre el río Eria que fue construido hacia los años veinte del siglo pasado y que, a pesar de los inconvenientes que produce en estos tiempos, por ser bastante estrecho, su imagen se ha convertido ya en otro símbolo de Castrocalbón. Actualmente está en uso un nuevo puente a escasa distancia del antiguo, que se mantiene (de momento) por su valor histórico.

### Arquitectura popular
Unos pueblos donde sus gentes sobrevivían del trabajo en la agricultura y la ganadería como únicos recursos tenía que dejar una arquitectura popular acorde con el medio: la piedra (cantos rodados), el tapial y el adobe son los materiales que había más accesibles para construir las viviendas y dependencias necesarias para las labores del campo: paneras, pajares, cuadras, corrales. Al trabajo de los maestros albañiles se añadía el de los vecinos que colaboraban de forma gratuita para acarrear las piedras, el barro o la madera.
Cada año va desapareciendo alguna de estas construcciones, siendo sustituida por el ladrillo o los bloques de hormigón; pero aún quedan muchos ejemplares de estas sencillas construcciones que tanto sudor hicieron derramar a nuestros mayores.

### Lingüístico

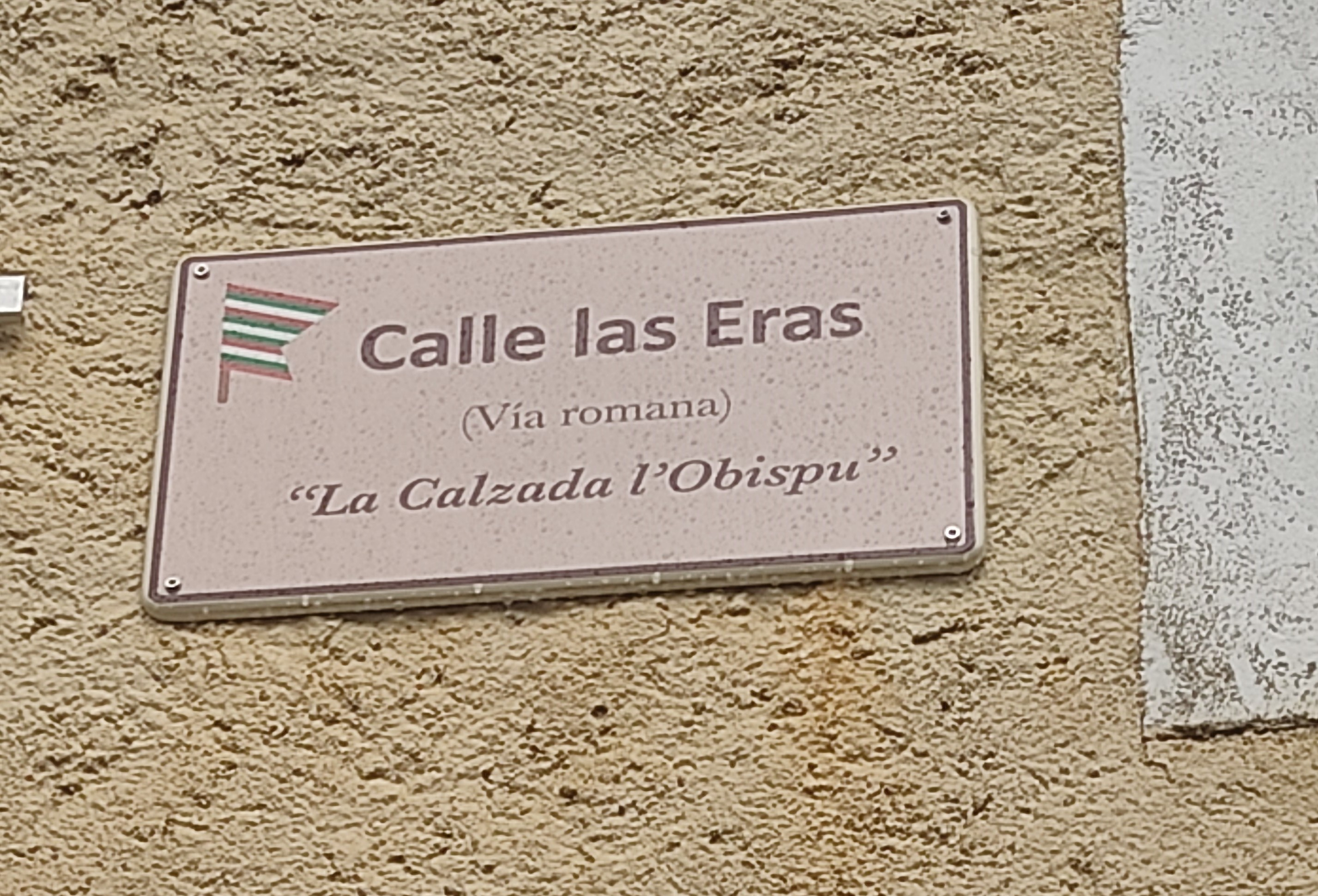
Placa en Calzada de la Valdería, rotulada en castellano y asturleonés

Castrocalbón/Castrucarbón, por su ubicación dentro de la comarca de La Valdería, se enclava en la frontera entre los dominios lingüísticos castellano y asturleonés, gozando así de un rico patrimonio idiomático que se ha venido transmitiendo generación tras generación y que supone un auténtico tesoro cultural para sus habitantes.
En septiembre de 2021 las pedanías de Calzada de la Valdería, Felechares de la Valdería y San Félix de la Valdería se convirtieron en los primeros pueblos de la provincia en rotular la totalidad de su callejero en asturleonés. Esta iniciativa, impulsada por un grupo de vecinos del municipio y apoyada por el propio ayuntamiento y la asociación El Teixu, recuperó la toponimia tradicional tras una minuciosa investigación del acervo local. Como resultado, los rótulos colocados presentan una imagen del pendón del pueblo junto con la denominación correspondiente en asturleonés, mostrando asimismo su traducción al castellano en aquellos casos en los que existan diferencias ortográficas con éste o en los que la forma castellanizada goce de popularidad entre el vecindario.